# Ibn Fathun
Abu Utman Said ibn Fathun ibn Mukram al-Himar (Saragozza, X secolo – Sicilia, XI secolo) è stato un filosofo, poeta e musicista arabo che operò nella Taifa di Saragozza.
Fu soprannominato "al-Himar" (l'asino) per la sua immensa capacità di lavoro, soprannome che non aveva connotazioni peggiorative nell'arabo andaluso e sarebbe equivalente al greco "philoponos" (amante del lavoro). Ciò che si conosce della sua vita è raccolto in Ibn Hazm di Cordova e nell'opera dello storico ispano-arabo Said al-Andalusí di Toledo, che lo elogia per la sua fama tra i filosofi del suo tempo. 

## Biografia
Formatosi nel Califfato di Cordova, eccelleva in matematica, musica, astronomia, belle arti, poesia e grammatica, oltre ad essere stato insegnante di logica di al-Kattani, un altro importante intellettuale della taifa di Saragozza. Era anche abile nella musica, così come Avempace, che fu l'ultimo grande filosofo del regno islamico di Saraqozza e influenzò i filosofi successivi di al-Andalus, come Averroè. In questo modo, si potrebbe dire che Ibn Fathun fu il primo filosofo andaluso degno di un tale nome (come sottolinea Joaquín Lomba), poiché fu a Saragozza che la "phalasifa" o filosofia razionale ebbe inizio nell'Occidente musulmano, dall'influenza di Avicenna e Al-Farabi. Fino ad allora, in al-Andalus c'erano solo esegesi coranica e scuole teologiche, che non adottavano la logica razionalista ed empirica di Aristotele.

## Opera
Scrisse due opere scientifico-filosofiche che sono note, anche se sono andate perdute. In primo luogo, un metodo di classificazione delle scienze che ha seguito la linea del Catalogo delle scienze di Al-Farabi e il cui titolo è sconosciuto. In esso divideva la conoscenza secondo le categorie aristoteliche di sostanza e accidente. Scrisse anche un'introduzione a tutta la conoscenza filosofica: El árbol de la sabiduría (Šayarat al-hikma). 
Per quanto riguarda le opere di teoria musicale, scrisse Ta'lif fi l-musiqa (trattato sulla composizione musicale) e Kitab fi l-Arud (opuscolo sulla prosodia), che mettevano in relazione il ritmo poetico e quello musicale. Acquisì grande prestigio come compositore e teorico musicale e pose le basi della Scuola di Saragozza nella musica di al-Andalus. È citato da Ahmad Tifasi (Tunisi, 1184-1253) nella sua opera enciclopedica Mut'at al-asma 'fi' ilm al-sama (Il piacere delle orecchie prima della scienza dell'udito musicale) come uno dei grandi musicisti compositori dell'Islam occidentale insieme ad Avempace. Di al-Himar sono giunte cinque composizioni nasid (recitative) e cinque sawt (melodiche). In alcune di queste composizioni viene cantato il suo amore per il virtuosismo musicale o il loro tema è l'elogio degli schiavi cantanti. 
Secondo i suoi biografi, la perdita della sua opera fu senza dubbio dovuta alla politica di intolleranza di Almanzor verso il pensiero della Grecia e dell'Oriente causata dalle prescrizioni di rigore e ortodossia religiosa dettate dai faqih sulle quali Almanzor sosteneva il suo potere. Questa persecuzione della filosofia (falásifa) deve aver influito sulla conservazione dei trattati di Ibn Fathun. Egli fu infatti arrestato e condannato a morte, sebbene, grazie al sostegno dei faqih più moderati, riuscì ad andare in esilio in Sicilia dove morì.